# Anny Christiane Millior Berntsen
Anny Christiane Millior Berntsen (Anny Berntsen-Bure, mens hun var gift) (født 17. april 1894 i København, død 25. december 1982 i Nykøbing Sjælland) var en dansk snedkermester (uddannet i 1913), en af de første kvindelige af slagsen i Danmark. Hun var datter af Klaus Berntsen, der var statsminister i perioden 1910-1913 for Venstre.
Hun byggede Folketingets talerstol, der var færdigbygget i 1917 efter to års arbejde, da det ifølge Frede Bojsen, grundlægger af Rødkilde Højskole (bror til kvindesagsforkæmperen Jutta Bojsen-Møller) var vigtigt, at en kvinde lavede stolen, fordi de havde fået stemmeret i 1915. Et symbol på, at kvinder nu kunne deltage i demokratiet. Derudover lavede hun diverse stole og andet inventar til Højesteret.
Efter at have fået sit andet barn, beskyldte ægtemanden hende for utroskab, og de blev skilt. Hun blev frataget navnet Bure. Hun opgav også sit arbejde som snedker.
17. oktober 1935 blev hun indlagt på Sindssyghospitalet i Nykøbing Sjælland, hvor hun fik diagnosen skizofreni. Forinden var hun blevet set med en ladt revolver hjemme hos sin tidligere ægtefælles nye hustru og dennes datter. På hospitalet delte hun sovesal med 23 andre kvinder. De havde alle diagnosen “kronisk urolige”. Hun blev aldrig udskrevet og døde juledag 1982 efter 47 års indlæggelse, hvor hverken børn, søskende eller eks-mand efter sigende nogensinde kontaktede hende.